# André Taponier
Pour les articles homonymes, voir Taponier.

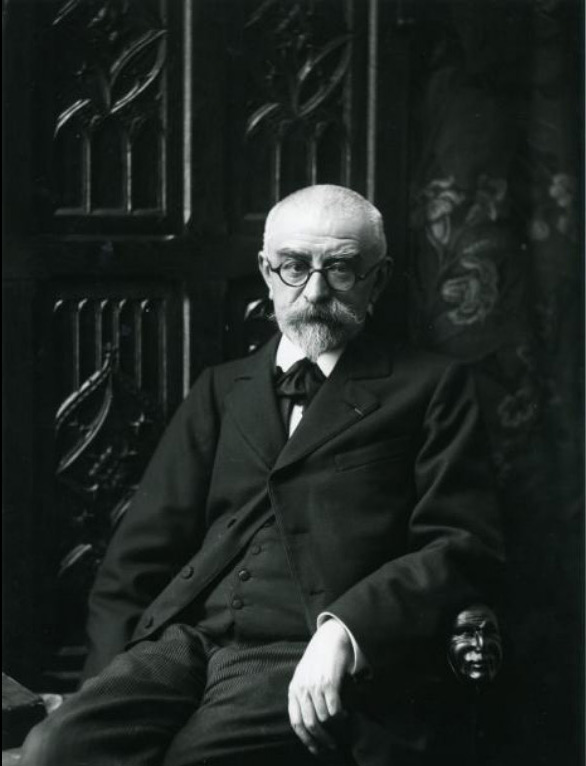
Portrait de Joris-Karl Huysmans par Taponier, 1904.

André Taponier, né le 5 juin 1869 à Beaumont (Haute-Savoie) et mort le 25 décembre 1930 dans le 2e arrondissement de Paris, est un photographe français, actif de 1892 à 1930, spécialisé dans les portraits de célébrités.

## Biographie
Descendant d’une famille genevoise, André Joseph Auguste Taponier est né en 1869 à Beaumont, fils d'Eugène Joseph Taponier, cultivateur, et de Maria Eugénie Mégevand, son épouse, ménagère. Il apprend la photographie avec Frédéric Boissonnas à Genève. En 1892, il s'établit à Reims où il se marie avec la fille d'un photographe de la ville, Joseph Trompette, mort l'année précédente. En 1895, il crée son atelier au 29, rue Carnot.
En 1901, André Taponier ouvre un atelier à Paris au 12, rue de la Paix, en association à parts égales avec le photographe suisse Frédéric Boissonnas. En 1912, il rachète les parts de son associé.
Il meurt le 25 décembre 1930, d’un accident de la circulation survenu la veille boulevard Haussmann, en face des magasins du Printemps,,. Ses obsèques ont lieu quelques jours plus tard à Saint-Julien-en-Genevois.
L’activité de l’atelier se poursuit jusqu’en 1958 avec son fils Pierre, qui le secondait depuis une dizaine d’années.

## Distinctions
- Officier d'académie (1908)
- Chevalier de la Légion d'honneur

## Œuvres
Taponier s'est spécialisé dans les portraits de célébrités (députés, administrateurs, têtes couronnées, savants et intellectuels, etc.). Certaines de ses photos sont rehaussées au pastel.